# BeastMaster
BeastMaster è una serie televisiva in 66 episodi trasmessi per la prima volta nel corso di 3 stagioni dal 1999 al 2002. È una co-produzione statunitense, australiana e canadese liberamente ispirata al film del 1982 Kaan principe guerriero (The Beastmaster).

## Trama
Dar è l'ultimo superstite della sua tribù. Egli vaga alla ricerca di una persona cara che ha perso, Kyra, proteggendo gli oppressi e gli animali. Il suo amico Tao, uno studioso e un uomo di medicina, lo aiuta nelle sue imprese e nella sua ricerca, Dar incontra anche una guerriera di nome Arina che si unisce a lui e che diventa una sua fedele compagna. Tutti e tre sono superstiti o ultimi sopravvissuti delle loro tribù, vittime di genocidi ed eliminazioni di massa nel corso di battaglie o guerre tra fazioni avverse. Il nemico numero uno di Dar è il re Zad.

## Personaggi ed interpreti
La serie vede Monika Schnarre nel ruolo di un'apprendista strega. Marc Singer, l'attore che aveva interpretato il protagonista nel film originale, appare nella terza stagione nel ruolo di Dartanus, spirito guerriero che aiuta Dar nella sua ricerca. La serie comprende anche molte apparizioni di guest star, come quelle di Grace Jones, Peta Sergeant, Leah Purcell, Keith Hamilton Cobb.
- Tao (stagioni 1-3), interpretato da Jackson Raine.
- Dar (stagioni 1-3), interpretato da Daniel Goddard.
- King Zad (stagioni 1-3), interpretato da Steven Grives.
- The Sorceress #1 (stagioni 1-3), interpretata da Monika Schnarre.
- The Ancient One (stagioni 1-2), interpretato da Graham Bond.
- Arina (stagioni 2-3), interpretata da Marjean Holden.
- The Sorceress #2 (stagione 2), interpretato da Dylan Bierk.
- King Voden (stagione 2), interpretato da Dai Paterson.
- Slythius (stagioni 2-3), interpretato da Ivar Kants.
- The Demon Curupira (stagione 1), interpretato da Emilie de Ravin.
- Kyra (stagione 1), interpretato da Natalie Mendoza.
- demone Iara (stagione 2), interpretato da Sam Healy.
- Sharak (stagioni 1-3), interpretato da Dan Fitzgerald.
- Hjalmar (stagione 2), interpretato da Mark Lee.
- Dengen (stagione 3), interpretato da Nick McKinless.
- Dartanus (stagione 3), interpretato da Marc Singer.
- The Black Apparition (stagione 2), interpretata da Leah Purcell.
- Kelb (stagione 2), interpretato da Dominic Purcell.

## Produzione
La serie, ideata da Sylvio Tabet, fu prodotta da Alliance Atlantis Communications e Coote Hayes Productions e Tribune Entertainment e girata nel Queensland in Australia. Le musiche furono composte da Graeme Coleman.

### Registi
Tra i registi della serie sono accreditati:
- Michael Offer
- Peter Andrikidis
- Ian Gilmour
- Brendan Maher
- Catherine Millar
- Raymond Quint

## Distribuzione
La serie fu trasmessa negli Stati Uniti dal 1999 al 2002 in syndication. In Italia è stata trasmessa su Duel TV dal 2002 (solo la prima stagione) e su Fantasy dal febbraio del 2008 con il titolo BeastMaster.
Alcune delle uscite internazionali sono state:
- negli Stati Uniti il 9 ottobre 1999 (BeastMaster)
- in Ungheria il 28 aprile 2002 (A vadak ura)
- in Germania il 10 agosto 2003 (BeastMaster - Herr der Wildnis)
- in Grecia (O arhontas ton zoon)
- in Italia (BeastMaster)

## Episodi
| Stagione         | Episodi | Prima TV USA |
| ---------------- | ------- | ------------ |
| Prima stagione   | 22      | 1999-2000    |
| Seconda stagione | 22      | 2000-2001    |
| Terza stagione   | 22      | 2001-2002    |